# خانالی
خانالی (ترکی آذربایجانی: Xanalı) یک منطقهٔ مسکونی در جمهوری آرتساخ است که در استان شوشی واقع شده‌است.